# St. Vigil unter Weineck am Virgl

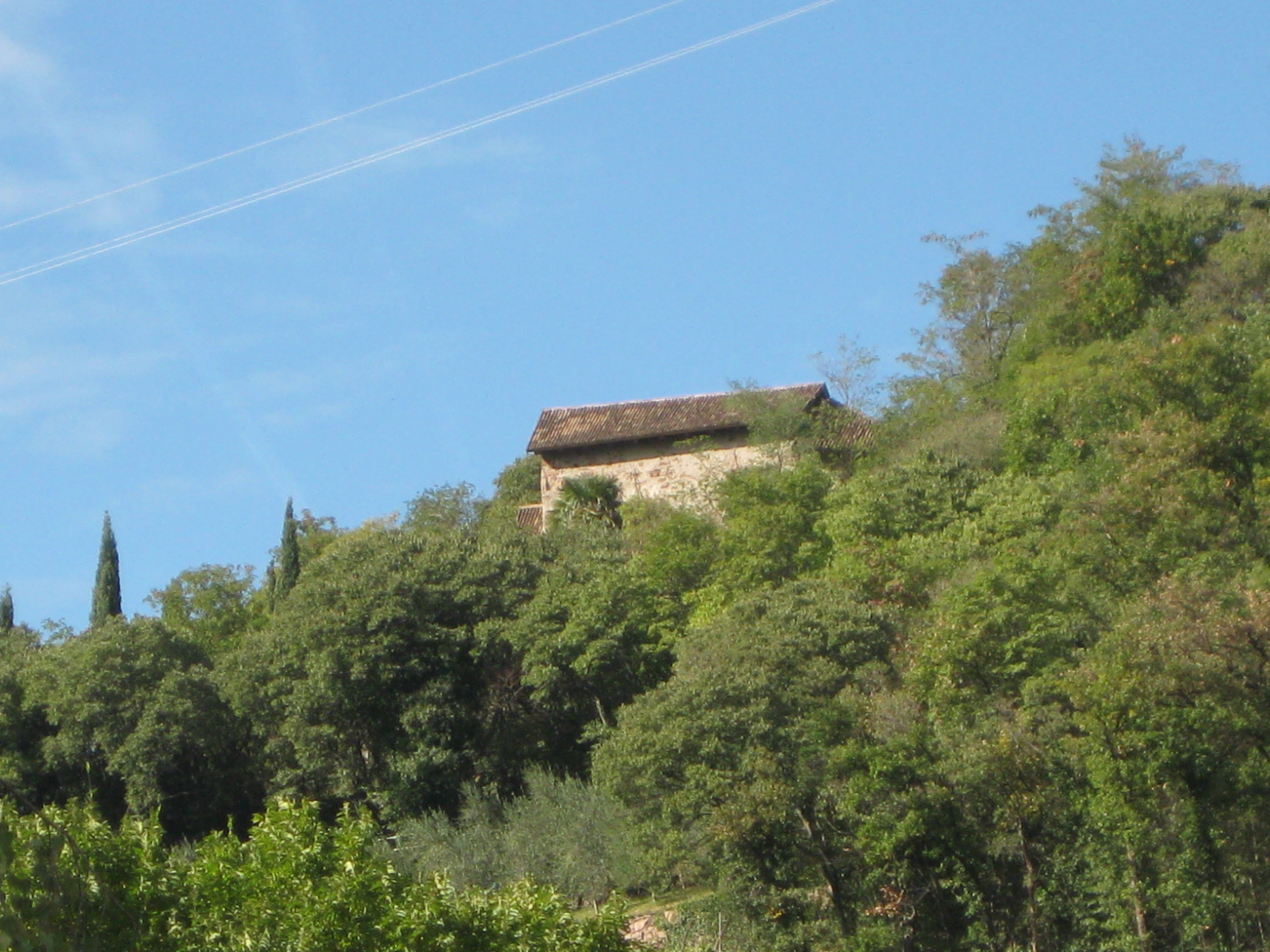
Die St.-Vigil-Kirche unter Weineck am Virgl

St. Vigil unter Weineck am Virgl ist ein Südtiroler hochmittelalterlicher Sakralbau, gelegen auf dem südlich der Altstadt von Bozen liegenden Hausberg Virgl und damit auf dem Gebiet der ehemals selbständigen Landgemeinde Zwölfmalgreien. Die Kapelle ist dem Diözesanpatron der Diözese Trient, dem hl. Vigilius, dediziert.
Der einfache romanische Bau mit flachem Giebel, gekehlter Spitzbogentür, kleinen Viereckfenstern und Rundapsis ist erstmals im Jahr 1275 erwähnt und eine Stiftung der Herren von Weineck, deren von Graf Meinhard II. von Tirol-Görz wenig später zerstörte Burganlage Burg Weineck unmittelbar darüber gelegen war. Im Jahr 1346 erscheint die Kirche als „capella sancti Vigilii de Purchstal plebatus Bozani“. 1455 erteilte Nikolaus von Kues der „capella sancti Vigilii in Weyneck“ einen Ablass. 1480 wird mit Ludwig Hugk ein eigener Kirchpropst der „sandt Vigilien capelln vnder Weinegkh“ genannt.
Sowohl an der Fassade wie im Innenraum ist der Sakralbau mit vielfach stark beschädigten Fresken der sog. Bozner Schule aus der Zeit um 1390/1400 ausgeschmückt. Die Darstellung der Vigiliuslegende (Überführung des Leichnams des hl. Vigilius) könnte von dem zwischen 1387 und 1406 in Bozen nachweisbaren Conrad von Ingolstadt stammen.
Aus den Jahren 1685 bis 1806 sind 15 Rechnungsbücher von St. Vigil im Stadtarchiv Bozen überliefert (Hss. 1782–1797), die von den jeweiligen Kirchpröpsten geführt wurden.
Bei Ausgrabungen im Kirchenbereich wurden Bestattungsfunde getätigt, die aus dem 8. Jahrhundert stammen und deren Artefakte den Awaren zugeordnet wurden.
Die Kapelle wurde nach dem Bau der darunter liegenden Heiliggrabkirche 1685 profaniert und 1977 unter Denkmalschutz gestellt.